# Carl Fredrik Braunstein
Carl Fredrik Braunstein, född 13 maj 1793, död 10 juni 1845 i Stockholm, var en svensk tonsättare och violinist.

## Biografi
Carl Fredrik Braunstein föddes 13 maj 1793. Han anställdes 1 juli 1829 som violinist vid Kungliga Hovkapellet i Stockholm och slutade 1 juli 1844.
 Braunstein avled 10 juni 1845 i Maria Magdalena församling, Stockholm.

## Musikverk
- Prolog. Komponerad till kronprinsens Oscar Is namnsdag. Uppförd december 1820 i Göteborg.[5]
- Tema med variationer för oboe och orkester. Uppförd mars 1817 i Göteborg och 1822.[5]